# Cua de ventall fosc
El cua de ventall fosc (Rhipidura tenebrosa) és un ocell de la família dels ripidúrids (Rhipiduridae).

## Hàbitat i distribució
Habita els boscos de les muntanyes i de vegades a les terres baixes de l'illa de Makira, a les Salomó meridionals.